# منیک‌گنج-۳
منیک‌گنج-۳ (به لاتین: Manikganj-3) یک منطقهٔ مسکونی در بنگلادش است که در ناحیه منیک‌گنج واقع شده‌است.